# Gisslankrisen i Iran
Gisslankrisen i Iran var en diplomatisk kris mellan Iran och USA där 52 amerikanska diplomater hölls som gisslan i 444 dagar mellan den 4 november 1979 och den 20 januari 1981, efter att en grupp islamistiska studenter hade tagit över USA:s ambassad i Teheran i sitt stöd för den iranska revolutionen.
Krisen har beskrivits som en förveckling av "hämndbegär och gemensamt oförstånd". I Iran sågs händelsen av islamister och vänsterextremister som ett slag mot USA:s inflytande i Iran och mot USA:s långvariga stöd för den nyligen störtade shah Mohammad Reza Pahlavi samt som en aktion riktad mot USA:s försök att motarbeta den iranska revolutionen. I USA sågs gisslantagandet som ett brott mot den internationella rätten som ger diplomatisk immunitet och diplomatiska beskickningar suveränitet i värdlandets område.
Efter att förhandlingarna brutit samman gjorde amerikansk militär ett misslyckat försök att befria gisslan i Operation Eagle Claw den 24 april 1980, vilken resulterade i att en helikopter RH-53D och två C-130 transportplan havererade och åtta amerikanska militärer och en civil iranier dog. Krisen slutade då Alger-avtalet slöts i Algeriet den 19 januari 1981. Gisslan släpptes formellt fritt dagen därpå, bara några minuter efter att Ronald Reagan tillträdde som USA:s president.

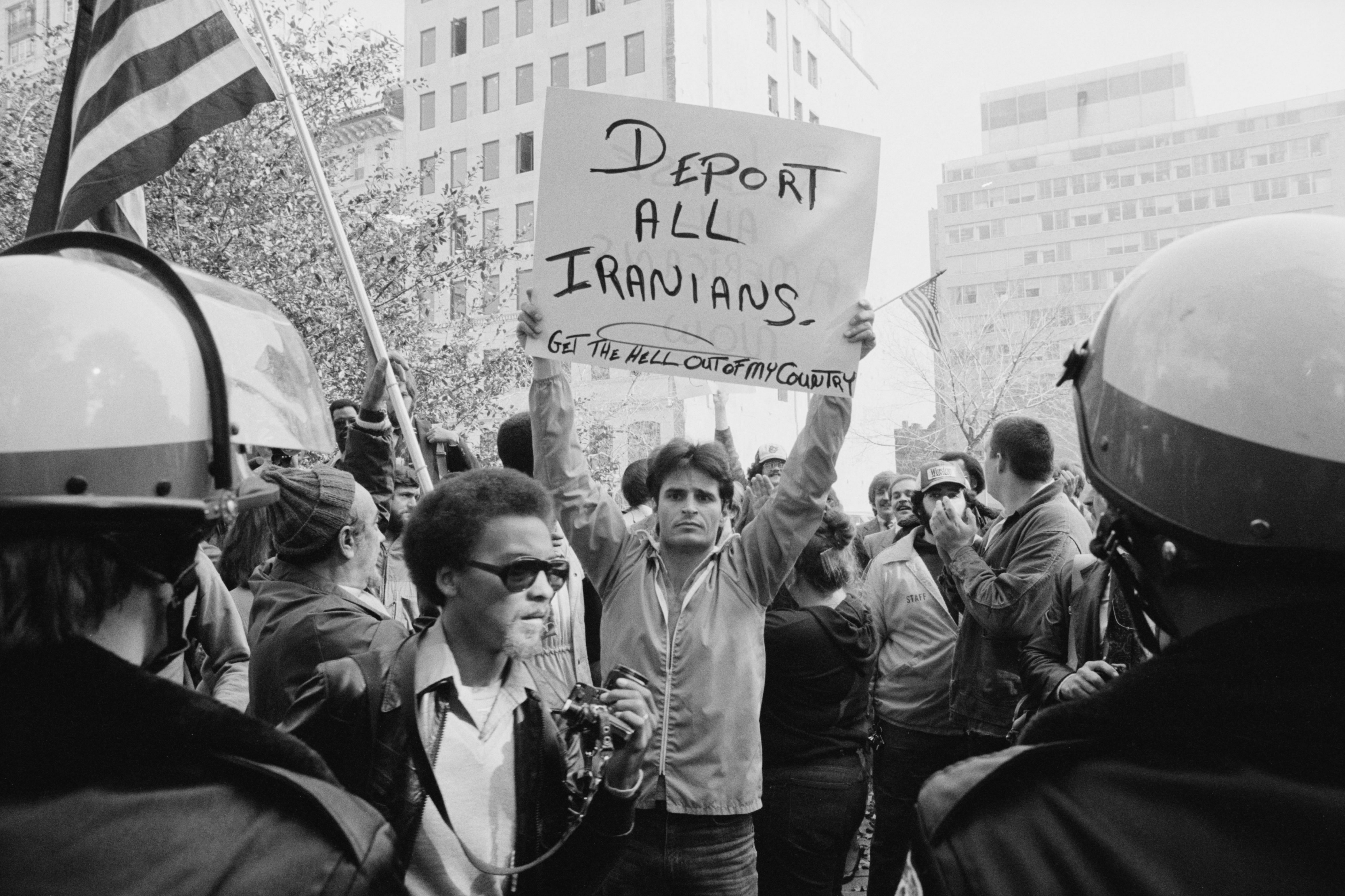
"Deportera alla iranier". Protester i Washington, DC, 1979.

I USA ansågs många politiska analytiker att krisen var huvudorsaken till att Jimmy Carter förlorade presidentvalet i USA 1980, och beskrev det som en "väsentlig episod" i de amerikansk-iranska relationerna.  I Iran stärkte krisen prestigen hos Ayatollah Khomeini och den politiska makten hos dem som stödde teokrati och gisslantagandet. Krisen innebar också starten på amerikanska åtgärder och sanktioner, som syftade på att försvaga de ekonomiska banden mellan Iran och USA. Sanktionerna blockerade all egendom inom USA:s rättsskipning som ägdes av Irans centralbank och regering.

## Bakgrund

### Statskuppen 1953
I flera decennier hade USA varit en allierad åt shahen. Under andra världskriget ockuperade allierade staterna Storbritannien och Sovjetunionen Iran för att stoppa Iran från att alliera sig med axelmakterna, och hjälpte Mohammad Reza Pahlavi till tronen. Under kalla kriget allierade sig Iran med USA som försåg shahens regim med militärt och ekonomiskt stöd.
I början av 1950-talet hjälpte USA och Storbritannien Mohammad Reza Pahlavi att återta makten från premiärminister Mohammad Mosaddegh. Mosaddegh hade nationaliserat Irans tidigare av icke-iranier ägda och styrda oljeproducent, Anglo-Iranian Oil Company, vilket var populärt i Iran, men de brittiska ägarna sparkade ut anställda och stoppade oljeproduktionen, vilket drabbade Irans ekonomi svårt. Då USA hjälpte Storbritannien under det kalla kriget vägrade USA:s regering att bryta Storbritanniens bojkott, och ville att Iran förhandlade med Storbritannien. Då missnöjet växte, oroade sig USA alltmer över sovjetiskt inflytande i Iran. USA:s CIA och Storbritanniens British intelligence initierade en statskupp i Iran 1953 under namnet "Operation Ajax" som ledde till att Mosaddeghs regering avsattes av konservativa iranska militärer, politiker och mullor. De följande årtiondena hjälpte detta, liksom ekonomiska, kulturella och politiska frågor, till att ena oppositionen mot shahen och ledde till att denne störtades.
I februari 1979 hade Irans shah Mohammad Reza Pahlavi störtats under en islamistisk nationalistrevolution, Iranska revolutionen. 1980 invaderade Irak Iran och Iran–Irak-kriget startade.